# Christof Duffner
Christof Duffner (Triberg im Schwarzwald, 16 de diciembre de 1971) es un deportista alemán que compitió en salto en esquí. 
Participó en tres Juegos Olímpicos de Invierno, entre los años 1992 y 2002, obteniendo una medalla de oro en Lillehammer 1994, en la prueba de trampolín grande por equipo (junto con Hansjörg Jäkle, Dieter Thoma y Jens Weißflog), y el quinto lugar en Albertville 1992, en el trampolín grande individual.
Ganó dos medallas en el Campeonato Mundial de Esquí Nórdico, oro en 1999 y bronce en 1997.

## Palmarés internacional
| Juegos Olímpicos   | Juegos Olímpicos      | Juegos Olímpicos  | Juegos Olímpicos |
| Año                | Lugar                 | Medalla           | Prueba           |
| ------------------ | --------------------- | ----------------- | ---------------- |
| 1994               | Lillehammer (Noruega) | Medalla de oro    | TG por equipos   |
| Campeonato Mundial |                       |                   |                  |
| Año                | Lugar                 | Medalla           | Prueba           |
| 1997               | Trondheim (Noruega)   | Medalla de bronce | TG por equipos   |
| 1999               | Ramsau (Austria)      | Medalla de oro    | TG por equipos   |